# 德勒格內什蒂鄉 (比霍爾縣)
46°37′45″N 22°23′34″E / 46.6291°N 22.3928°E
德勒格內什蒂鄉（羅馬尼亞語：Comuna Drăgănești, Bihor），是羅馬尼亞的鄉份，位於該國西北部，由比霍爾縣負責管轄，面積37平方公里，海拔高度209米，2007年人口2,937，人口密度每平方公里80人。